# Arthur J. West

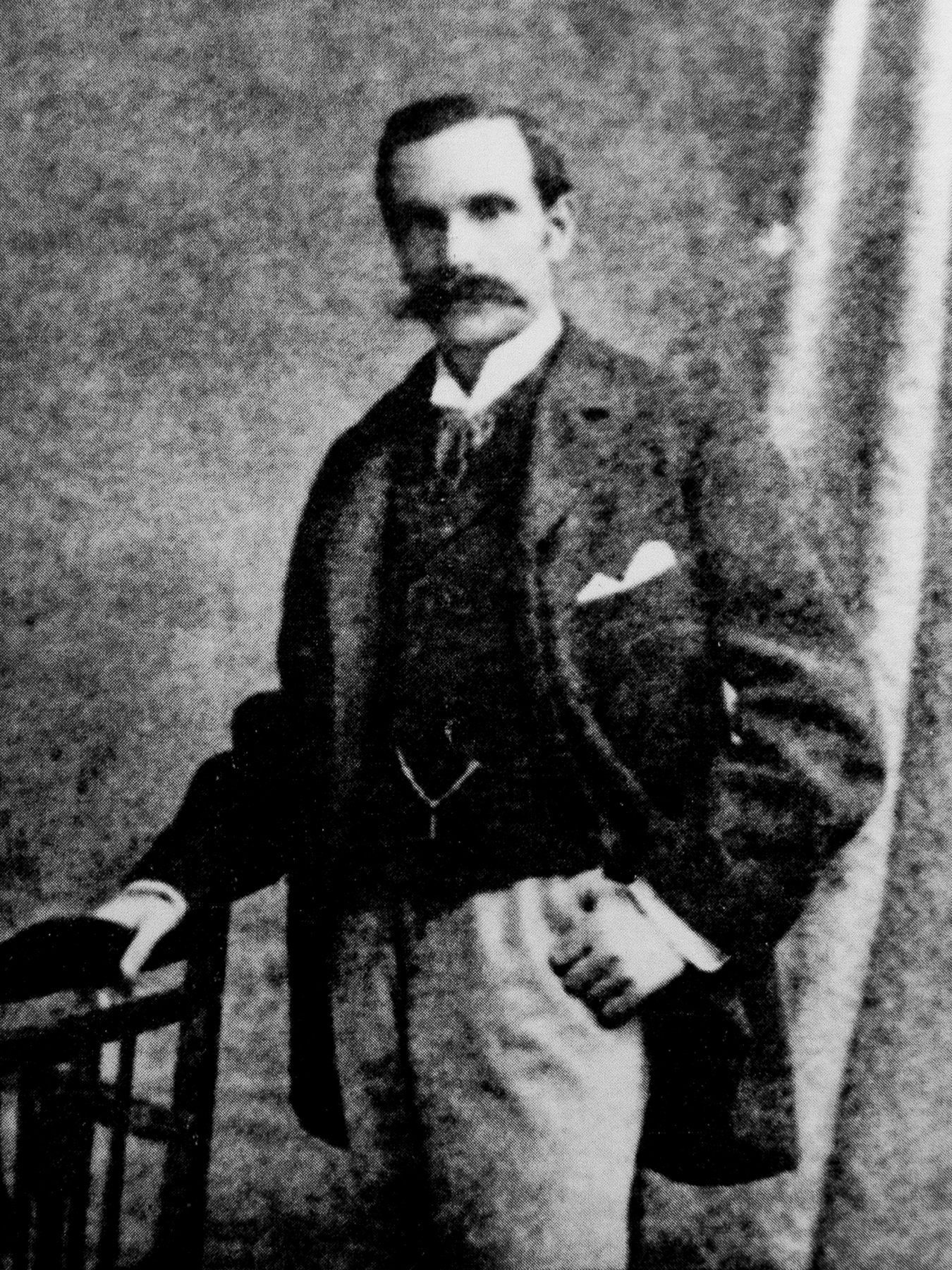
Arthur J. West

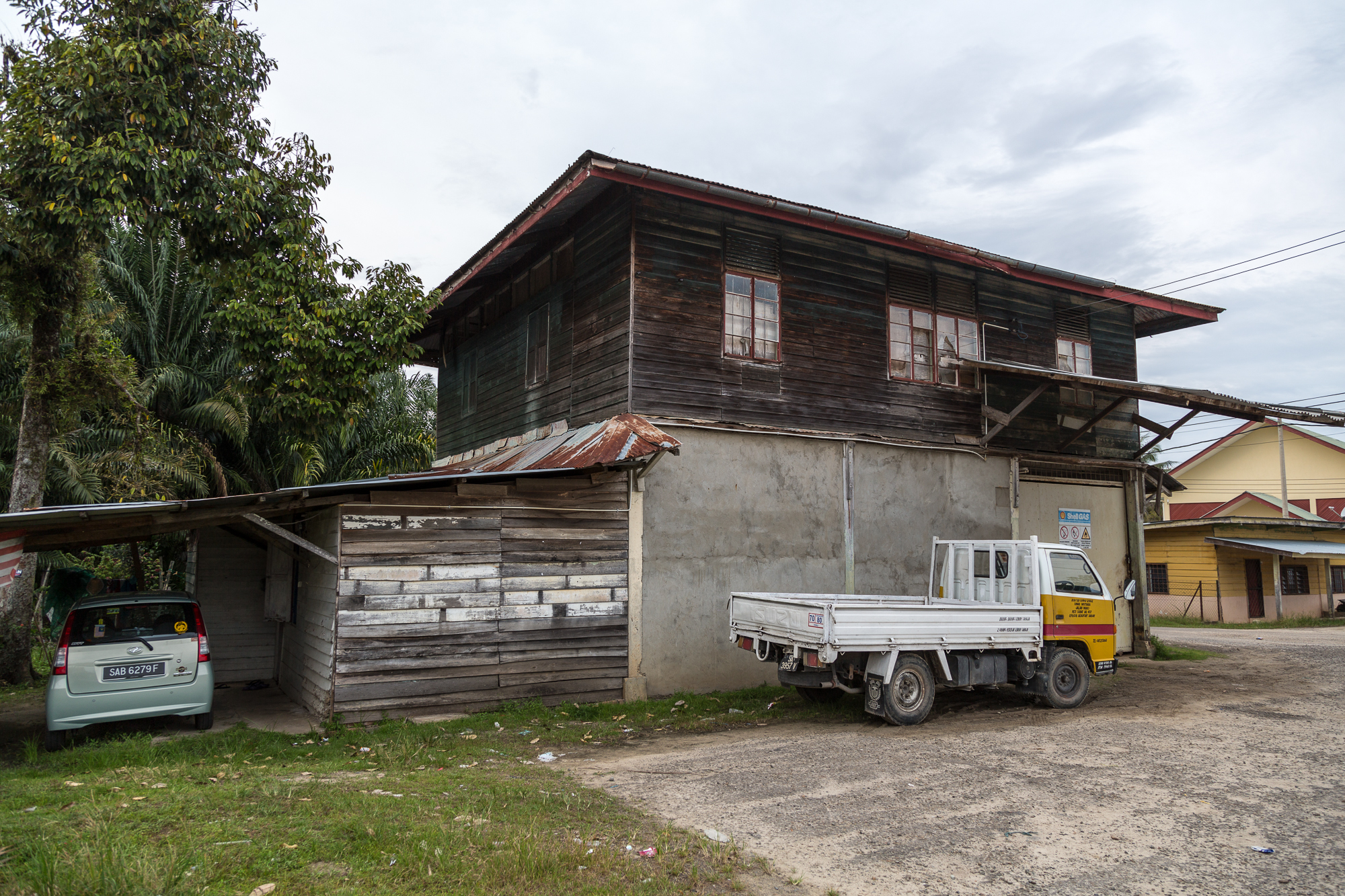
Ehemaliges Railway Office in Kg. Lumadan bei Bukau. Wahrscheinlich wohnte A. J. West hier.

Arthur J. West (* 1863 in Worcestershire, Vereinigtes Königreich; † 2. November 1937 in Bexhill-on-Sea, Vereinigtes Königreich) war ein britischer Eisenbahningenieur. Unter seiner Leitung wurden die Kohlenbahn Labuan Line und später die Strecken der North Borneo Railway von Beaufort nach Weston und von Beaufort nach Melalap errichtet.

## Leben
Arthur Joseph West wurde 1863 in Worcestershire geboren. Über seine Jugend und berufliche Ausbildung ist nichts bekannt. Auf Empfehlung seines Freundes William Clarke Cowie wurde West als Leitender Eisenbahningenieur am 7. Juli 1896 von der North Borneo Chartered Company zu einem Jahresgehalt von 4800 Straits-Dollar eingestellt. Obwohl sich seine bisherige Erfahrung lediglich auf die Errichtung der wenige Kilometer langen Schmalspurbahn Labuan Line, mit der die Kohleminen von Labuan an den Hafen von Victoria Town angeschlossen worden waren, beschränkte, sah sein Vertrag vor, dass West völlig unabhängig jeglicher Kontrolle durch den Gouverneur handeln konnte und direkt Cowie unterstand.
Von zeitgenössischen Quellen als streitsüchtiger, kommunikationsschwacher Einzelgänger verschrien, begann West im Jahr 1896 von Bukau ausgehend mit dem ersten Teilabschnitt der North Borneo Railway. Zeitgleich ließ er die Arbeiten sowohl nach Norden Richtung Beaufort als auch nach Süden an die Brunei Bay vorantreiben. Der von Cowie ausgewählte Endpunkt der Strecke an der Bucht von Brunei erwies sich als ein seichter, sumpfiger Mangrovenwald. Arthur J. West nannte die Station „West City“, woraus dann später Weston wurde.
Am 3. Februar 1898, knapp zwei Jahre nach Baubeginn rollte auf einem fertiggestellten Teilstück der erste Schienenverkehr. Die Fertigstellung des gesamten Abschnittes Beaufort—Weston dauerte gleichwohl vier Jahre. Ab dem Jahr 1900 verwendete West seine ganze Energie auf die Weiterführung der Eisenbahnlinie entlang des Sungai Padas nach Tenom und weiter bis nach Melalap. Tenom wurde 1905 erreicht, Melalap ein Jahr später.
West war mit der gleichaltrigen Mary Louisa verheiratet; der erste Sohn der beiden wurde in Labuan geboren und dort am 28. November 1897 von Gouverneur Beaufort getauft. Noch während des ersten Bauabschnitts der North Borneo Railway blieb seine Familie weiterhin in Labuan. Erst am 1. April 1900 zog das Paar nach Bukau um, wo sie dauerhaft ein Haus bezogen. Seine beiden Söhne erhielten eine akademisch-technische Ausbildung in Cambridge und schlugen eine technische Laufbahn ein; Gilbert, der ältere der beiden als Assistant Chief Engineer der British Broadcasting Company und Willie als Geologe.
Wests Karriere war eng verbunden mit dem Aufstieg seines Mentors Cowie. Kurz nach Cowies Tod im Jahr 1910 wurde er von seinem Posten abgelöst und verließ Borneo.
Arthur Joseph West starb am 2. November 1937 in Bexhill-on-Sea.